# Edgar Gariépy
Pour les articles homonymes, voir Gariépy.
Edgar Gariépy, né et décédé à Montréal (11 octobre 1881 - 21 mai 1956), est un photographe québécois spécialisé dans l'architecture, que les historiens de l'art décrivent comme un photographe documentaliste.

## Biographie
Aîné et seul garçon d'une famille de quatre enfants, il est marqué par les atrocités de la guerre de 1914-18 et il commence une formation de photographe. Photographe professionnel à partir de 1920, il voyage à travers le Québec afin de documenter l'architecture québécoise. Gariépy se constitue ainsi une importante banque photographique. Ses photos sont publiées dans Les monuments commémoratifs de la province de Québec, Vieux manoirs, vieilles maisons, Les vieilles églises de la province de Québec, et L'île d'Orléans. Il se spécialise dans les clichés d'architecture et d'art, et travaille pour de nombreuses institutions québécoises (Université McGill, Bibliothèque Saint-Sulpice, École des Beaux-Arts de Montréal, Commission des monuments historiques). Outre les témoignages de la vie quotidienne de son époque, qui possèdent une valeur documentaire, il réalise de nombreuses reproductions d’œuvres d’art. Il contribue au visuel des cours donnés par Jean-Baptiste Lagacé. L’événement n'est pas une préoccupation de Gariépy et il minimise au maximum l'intervention du photographe dans l'enregistrement photographique de ses vues sur les bâtiments et sur la ville.
Dans les dernières années de sa vie, Gariépy lègue sa banque de photos aux Archives de la Ville de Montréal. Le fonds Edgar Gariépy conserve une grande valeur documentaire pour l'histoire de l'architecture du Québec. Un fonds Edgar Gariépy se trouve également à Bibliothèque et Archives nationales du Québec ainsi qu'au Musée national des beaux-arts du Québec

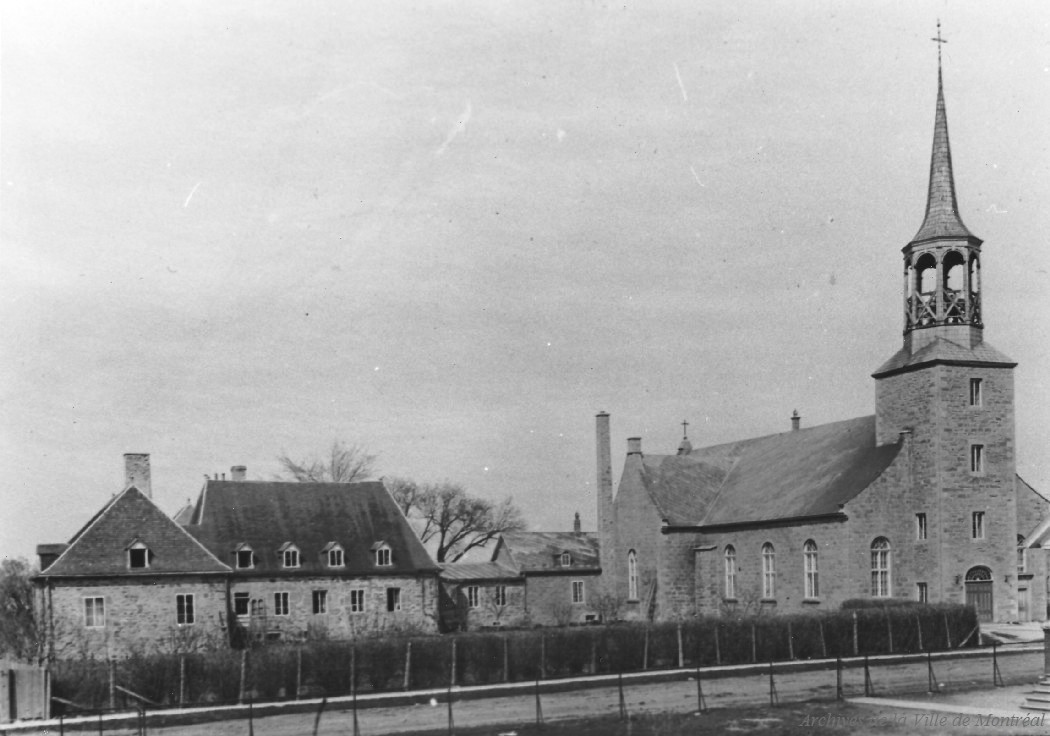
Kahnawake
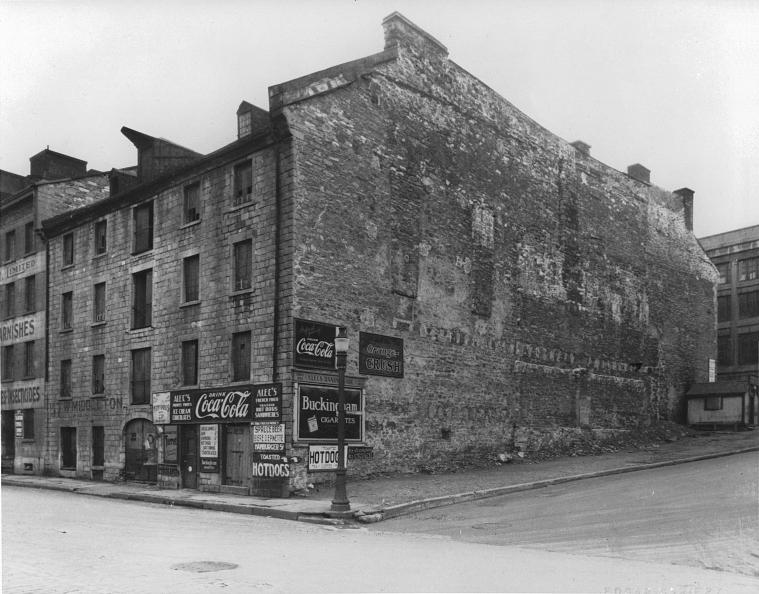
Entrepôt de James McGill, 1934
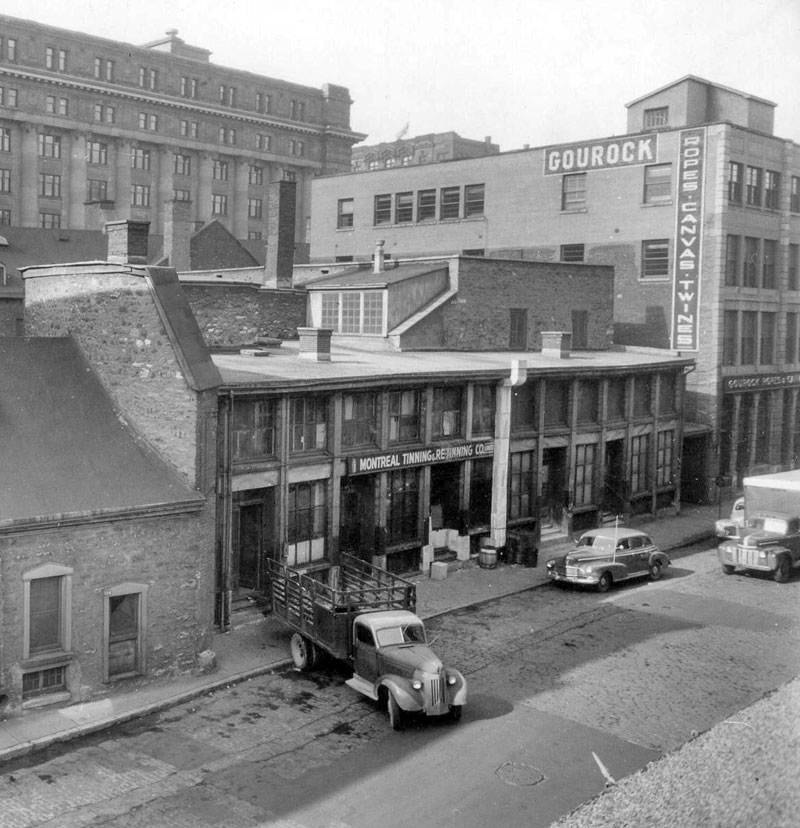
Rue Saint-Pierre, 1947
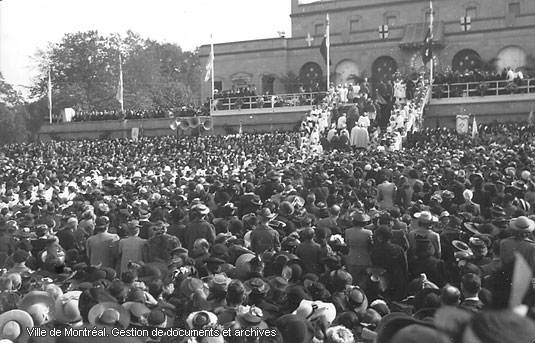
Oratoire St-Joseph, 1947